# Полукустарник

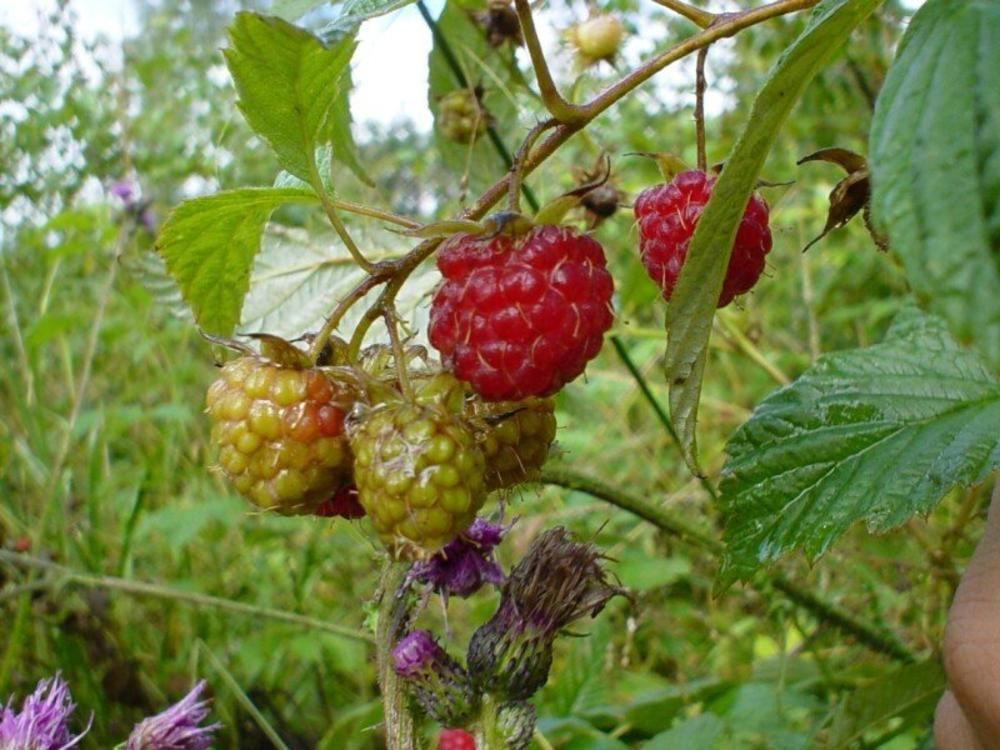
Малина обыкновенная — пример полукустарника.

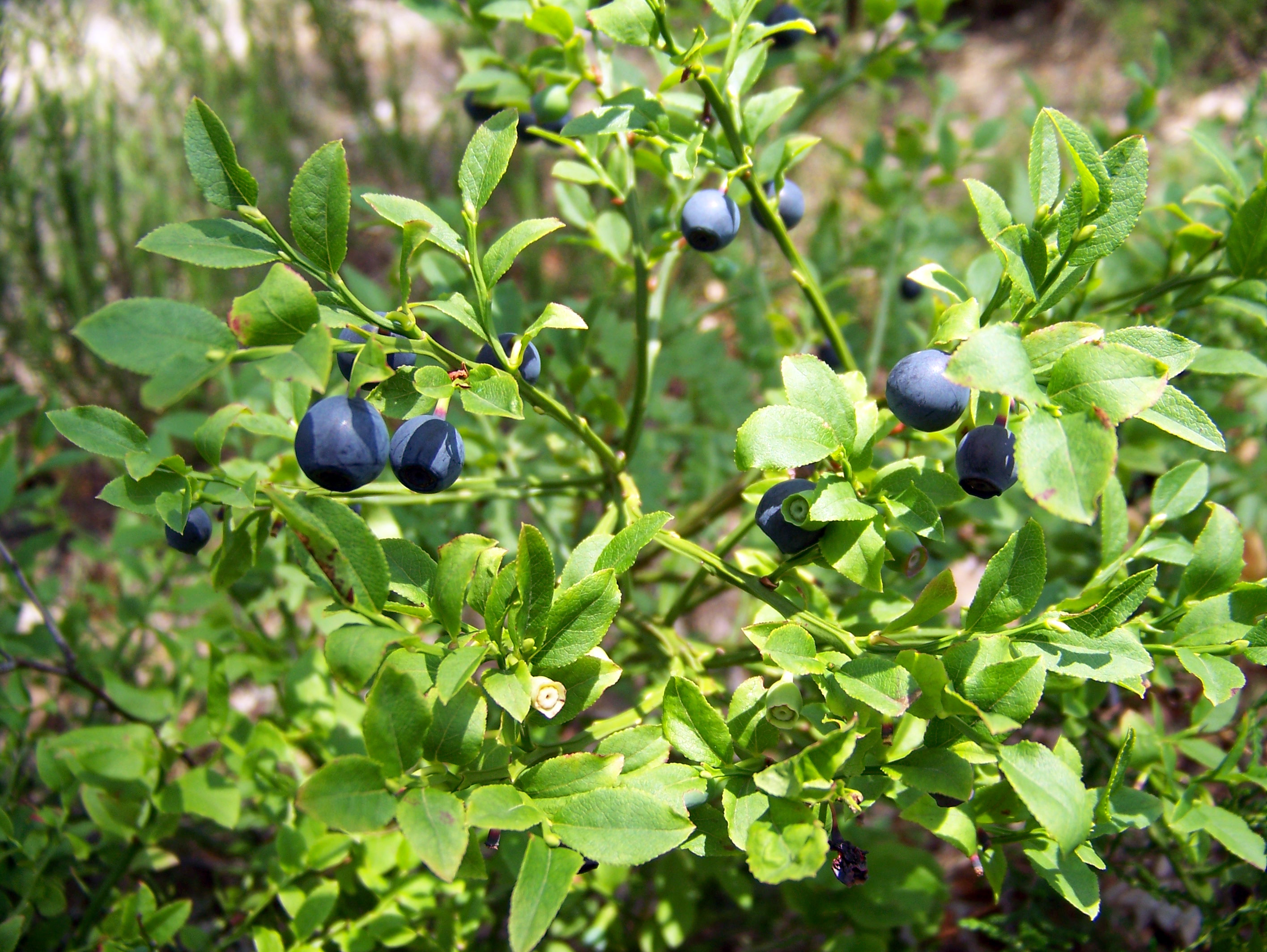
Черника миртолистная — полукустарник из семейства вересковые.

Полукуста́рник (лат. Suffrútex) — жизненная форма (биоморфа) растений; многолетнее полудревесное-полутравянистое растение, у которого, в отличие от кустарников и кустарничков, только нижняя часть побегов, несущая почки возобновления, деревенеет и сохраняется зимой на протяжении многих лет, а верхняя — травянистая — ежегодно с наступлением холодов отмирает, а с наступлением тепла вновь отрастает.
По системе Раункиера, полукустарники — один из четырёх подтипов типа Хамефиты.
Почки возобновления полукустарников, как правило, располагаются в 20 и более см над землёй, в этом их отличие от многолетних травянистых растений и полукустарничков.
Полукустарники обычно не бывают выше 80 см, редко они достигают 150—200 см.
В умеренном поясе к полукустарникам относятся малина, черника, голубика.